# Sucha Dolna (województwo lubuskie)
Sucha Dolna – wieś w Polsce położona w województwie lubuskim, w powiecie żagańskim, w gminie Niegosławice.
W latach 1975–1998 miejscowość administracyjnie należała do województwa zielonogórskiego.
Przy zachodnim zakończeniu wsi znajduje się ujście Potoku Sucha do Szprotawy.

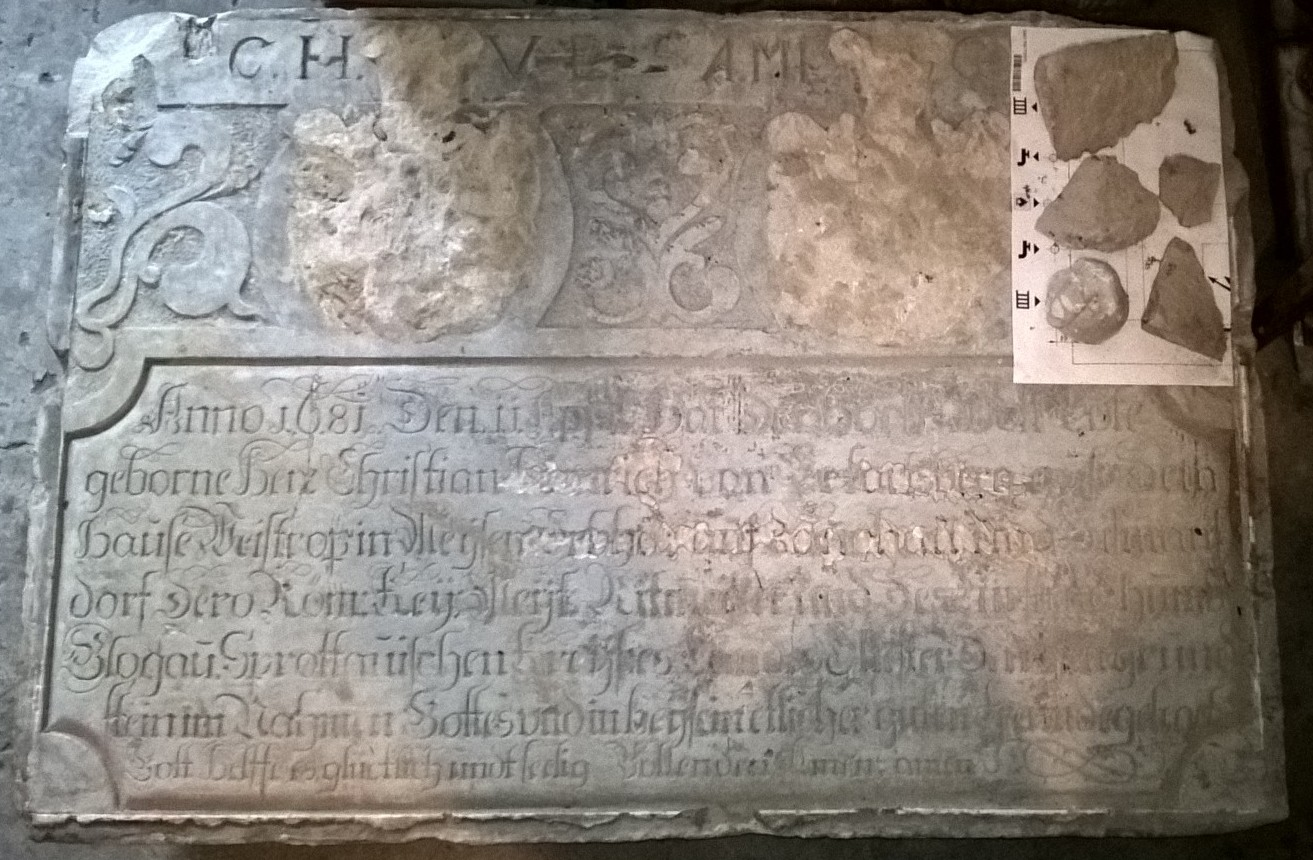
Płyta fundacyjna z pałacu w Suchej Dolnej, przechowywana w Muzeum Ziemi Szprotawskiej.

## Nazwa
W księdze łacińskiej Liber fundationis episcopatus Vratislaviensis (pol. Księga uposażeń biskupstwa wrocławskiego) spisanej za czasów biskupa Henryka z Wierzbna w latach 1295–1305 miejscowość wymieniona jest w zlatynizowanej formie Zwcha.

## Zabytki
Do wojewódzkiego rejestru zabytków wpisany jest:
- zespół pałacowy, z XVII-XIX wieku:
- Pałac w Suchej Dolnej z lat 80. XVII wieku, przebudowany i rozbudowany na pocz. XIX w. w stylu klasycystycznym[6],
- folwark z XIX w.,
- park o powierzchni 3 ha, z początku XX wieku, 17 gatunków drzew rodzimych.

inne zabytki:
- kościół filialny pw. Najświętszego Serca Pana Jezusa znajduje się na terenie wsi.